# Wicha Pae
Wicha Pae (en tailandés: วิชาแพะ) es el álbum de estudio de la banda tailandesa de rock: Carabao. Lanzado en 1991 por D-Day Entertainment.

## Música y estilo
Los críticos observaron que Wicha Pae fue elaborado a partir de baladas de Folk rock, Hard-rock, Chachachá y Reggae que tienen varios estilos musicales. Este álbum tiene muchas canciones populares que incluyen Wicha Pae (วิชาแพะ), Nai Kor (นายกอ), Narok Corruption (นรกคอรัปชั่น), Phor Lee (พ่อหลี), Big Su (บิ๊กสุ).
El álbum fue reeditado de 2000 por Warner Music Thailand.

## Lista de canciones
| N.º | Título                                   | Duración |  |
| 1.  | «วิชาแพะ (Wi Chaa Pae)»                   | 4:06     |  |
| 2.  | «นายกอ (Nai Kor)»                        | 5:08     |  |
| 3.  | «นรกคอรัปชั่น (Narok Corruption)»           | 4:32     |  |
| 4.  | «ดงพญาใจเย็น (Dong Phaya Chai Yen)»       | 2:50     |  |
| 5.  | «หนาวมั๊ยปู่ (Naw Mai Poo)»                  | 3:36     |  |
| 6.  | «พ่อหลี (Phor Lee)»                        | 4:17     |  |
| 7.  | «เล็กเคียวร็อกอะโลน (Lek Khiew Rock Alone)» | 4:18     |  |
| 8.  | «ลุงหริ (Loong Ri)»                        | 3:05     |  |
| 9.  | «บิ๊กสุ (Big Su)»                           | 4:23     |  |
| 10. | «หัวใจรำวง (Hua Jai Ram Wong)»            | 4:15     |  |

## Personal
- Yuenyong Opakul - guitarra, vocal
- Preecha Chanapai - guitarra, vocal de apoyo
- Nuphong Prathompattama - bajo eléctrico, vocal de apoyo

### Personal adicional
- Luechai Ngamsom - piano, trompeta
- Choochart Noodouang - batería